# گن (آلاباما)
گن (به انگلیسی: Guin) شهری در شهرستان ماریون ایالت آلاباما است که مساحت آن ۳۸٫۷۳ کیلومتر مربع است و در سرشماری سال ۲۰۱۰ میلادی، ۲٬۳۷۶ نفر جمعیت داشته و تراکم جمعیتی آن، ۶۱٫۳۵ نفر در هر کیلومتر مربع بوده است.